# Fall River (Kansas)
Fall River és una població dels Estats Units a l'estat de Kansas. Segons el cens del 2000 tenia 156 habitants.

## Demografia
Segons el cens del 2000, Fall River tenia 156 habitants, 74 habitatges, i 44 famílies. La densitat de població era de 273,8 habitants/km².
Dels 74 habitatges en un 17,6% hi vivien nens de menys de 18 anys, en un 59,5% hi vivien parelles casades, en un 1,4% dones solteres, i en un 39,2% no eren unitats familiars. En el 36,5% dels habitatges hi vivien persones soles el 23% de les quals corresponia a persones de 65 anys o més que vivien soles. El nombre mitjà de persones vivint en cada habitatge era de 2,11 i el nombre mitjà de persones que vivien en cada família era de 2,73.
Per edats la població es repartia de la següent manera: un 21,2% tenia menys de 18 anys, un 1,9% entre 18 i 24, un 21,8% entre 25 i 44, un 19,9% de 45 a 60 i un 35,3% 65 anys o més.
L'edat mediana era de 53 anys. Per cada 100 dones de 18 o més anys hi havia 89,2 homes.
La renda mediana per habitatge era de 20.781 $ i la renda mediana per família de 36.250 $. Els homes tenien una renda mediana de 21.875 $ mentre que les dones 15.313 $. La renda per capita de la població era de 10.824 $. Entorn del 15,9% de les famílies i el 21,4% de la població estaven per davall del llindar de pobresa.

## Poblacions més properes
El següent diagrama mostra les poblacions més properes.